# Natalia Linitchouk
Natalia Vladimirovna Linitchouk (en russe : Наталья Владимировна Линичук), née le 6 février 1956 à Moscou, est une patineuse artistique soviétique qui concourait en danse sur glace avec Guennadi Karponossov.
En 1981, ils cessent leur carrière et se marient. Puis ils partent au Delaware et y deviennent entraîneurs avec autant de succès qu'en tant que patineurs. Parmi leurs élèves, on retrouve Grichtchouk-Platov, Krylova-Ovsyannikov, Lobatcheva-Averboukh, Chait-Sakhnovsky et Gudina-Beletsky.

## Palmarès
| Compétitions                    | 1973    | 1974    | 1975    | 1976    | 1977    | 1978    | 1979    | 1980    | 1981    |  |  |  |  |  |
| Jeux olympiques d'hiver         |         |         |         | 4e      |         |         |         | 1re     |         |  |  |  |  |  |
| Championnats du monde           |         | 3e      | 4e      | 5e      | 3e      | 1re     | 1re     | 2e      |         |  |  |  |  |  |
| Championnats d'Europe           |         | 3e      | 3e      | 3e      | 3e      | 2e      | 1re     | 1re     | 3e      |  |  |  |  |  |
| Championnats d'Union soviétique |         |         | 2e      | 1er     | 2e      | F       | 1er     | F       | 1er     |  |  |  |  |  |
|                                 |         |         |         |         |         |         |         |         |         |  |  |  |  |  |
| Autres Compétitions             | 1972/73 | 1973/74 | 1974/75 | 1975/76 | 1976/77 | 1977/78 | 1978/79 | 1979/80 | 1980/81 |  |  |  |  |  |
| Skate Canada                    |         |         |         | 1re     | 1re     |         |         |         |         |  |  |  |  |  |
| Moscou Skate                    | 3e      | 1re     |         | 2e      | 2e      | 2e      |         | 1re     | 1re     |  |  |  |  |  |
| Légende : F= Forfait            |         |         |         |         |         |         |         |         |         |  |  |  |  |  |